# Crosskeya gigas
Crosskeya gigas är en tvåvingeart som beskrevs av Hiroshi Shima och Chao 1988. Crosskeya gigas ingår i släktet Crosskeya och familjen parasitflugor. Inga underarter finns listade i Catalogue of Life.